# Ларцана (Тренто)
Ларцана је насеље у Италији у округу Тренто, региону Трентино-Јужни Тирол.
Према процени из 2011. у насељу је живело 165 становника. Насеље се налази на надморској висини од 943 м.